# راندي ستيوارت
راندي ستيوارت (بالإنجليزية: Randy Stuart)‏ هي ممثلة أمريكية. كانت إحدى الوجوه المألوفة في العديد من الأفلام الشهيرة خلال أربعينيات وخمسينيات القرن العشرين.

## الحياة الشخصية والوفاة
تزوجت ستيوارت من كينيث وين سميث (1943-1945)، ثم تزوجت إدوارد تشارلز جورج (1947-1954) وأنجبت منه طفل واحد، ثم تزوجت من لين ألان، المعروف أيضًا باسم ألبرت ووتن (1954-1968)، وأنجبت منه ثلاثة أطفال، ثم تزوجت من إرنست دنين واليس (1971-1982). انتهت الزيجات الثلاث الأولى بالطلاق، بينما انتهت الزيجة الأخيرة بوفاة واليس.
توفيت ستيوارت على إثر إصابتها بسرطان الرئة في يوم 20 يوليو عام 1996، عن عمر يناهز 71 عامًا في مدينة بيكرسفيلد بولاية كاليفورنيا.

## وصلات خارجية
- راندي ستيوارت على موقع IMDb (الإنجليزية)
- راندي ستيوارت على موقع قاعدة بيانات الفيلم (الإنجليزية)